# José Selva e Amaral
José Selva e Amaral SDB (* 3. November 1886 in Cortenova; † 13. August 1956) war ein italienischer Ordensgeistlicher und römisch-katholischer Prälat von Registro do Araguaia.

## Leben
José Selva e Amaral trat der Ordensgemeinschaft der Salesianer Don Boscos bei und empfing am 18. Januar 1914 das Sakrament der Priesterweihe.
Am 27. Dezember 1937 ernannte ihn Papst Pius XI. zum Titularbischof von Metrae und zum Prälaten von Registro do Araguaia. Der Erzbischof von Olinda e Recife, Miguel de Lima Valverde, spendete ihm am 24. April 1938 die Bischofsweihe; Mitkonsekratoren waren der Bischof von Pesqueira, Adalberto Accioli Sobral, und der Bischof von Cajazeiras, João da Matha de Andrade e Amaral.